# Eduardo Vilar y Torres

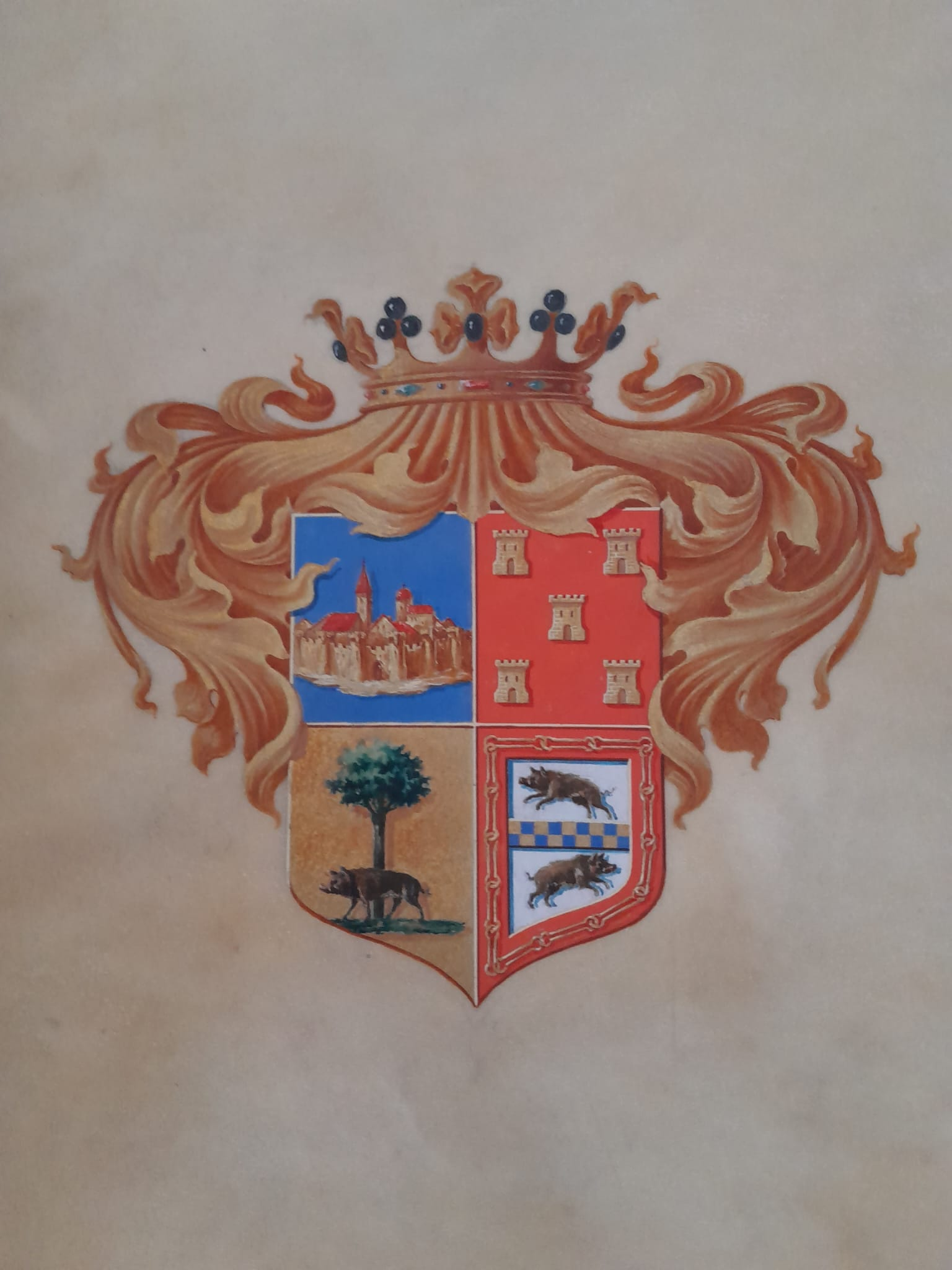
Escudo concedido al marqués en el breve pontificio.

Eduardo Vilar y Torres (Valencia, 1847-1929) fue un aristócrata, médico, propietario agrícola, cazador y político valenciano, I marqués de Ezenarro, diputado a Cortes durante la restauración borbónica. Hermano del pintor José Vilar y Torres.
Licenciado en medicina y cirugía, recibió los siguientes reconocimientos: caballero comendador de número y Gran Cruz de la Orden de Isabel la Católica, y de la Orden Civil de beneficencia, académico de número de la Real Academia de Medicina y Cirugía, presidente de la Diputación Provincial de Valencia, de su Junta Provincial de Sanidad, y del Real Canal del Júcar, director de los Asilos Provinciales, Casa de Misericordia y Casa de Beneficencia, socio de la Económica de Amigos del País, y presidente del Casino de Cazadores de Valencia.
Militó en el Partido Conservador y en las elecciones generales españolas de 1907, se presentó por el distrito de Chiva de Buñol con apoyo de Juan de la Cierva y Codorníu, entonces ministro de gobernación, y consiguió superar al candidato del PURA, Fèlix Azzati y Descalci. Falleció en Valencia en 1929